# Unisys
Unisys — компьютерная компания США со штаб-квартирой в Пенсильвании.
У Unisys долгая история в ИТ-отрасли. Компания прослеживает свои корни до основания American Arithmometer Company (позже Burroughs Corporation) в 1886 году и Sperry Gyroscope Company в 1910-м. Среди её предшественников, также в конце концов влившихся в Unisys, — Eckert-Mauchly Computer Corporation, основатели которой создали в 1946 году ЭНИАК — первый в мире компьютер общего назначения. 
Непосредственно Unisys был основан в сентябре 1986 года в результате слияния компаний Sperry и Burroughs (первая приобрела вторую за 4,8 млрд долл.), которое на тот момент стало самым крупным в компьютерной отрасли. Новая компания стала второй по величине компьютерной корпорацией[уточнить] с годовым доходом 10,5 млрд долл. и штатом в 120 тыс. служащих. Её название было выбрано в ходе внутреннего конкурса, который выиграл молодой специалист Чарльз Айоуб, придумавший акроним UNISYS от словосочетания «Объединённые информационные системы» (англ. United Information Systems).
Основываясь на наработках Sperry и Burroughs, Unisys продолжала заниматься производством аппаратных средств, разработкой программного обеспечения, оказанием услуг различным организациям, в том числе правительственным учреждениям. Вскоре после слияния рынок для основных продуктов Unisys (а равно и его конкурентов, таких как IBM) сократился, и оборот компании начал падать, продолжая, с меньшими темпами, снижаться и сейчас. В итоге 11 ноября 2008 года Unisys был исключён из индекса Standard and Poor 500, поскольку его рыночная капитализация упала ниже минимума для S&P500 в 4 млрд долл.
В качестве одного из направлений выхода из кризиса Unisys принял стратегическое решение перейти на производство серверов высокого класса, а также разработку программного обеспечения для таких серверов и оказание сопутствующих технических услуг.
Важные даты в истории компании:
- 1986 год — начат выпуск 2200-й серии своих серверов, включая универсальную ЭВМ UNISYS 2200/500 CMOS;
- 1988 год — компания приобрела Convergent Technologies[англ.], производителя CTOS;[5]
- 1989 год — запущено производство Micro A, первой настольной универсальной ЭВМ;[6]
- 2000 год — компания приступила к изготовлению серверов UNISYS ES7000;
- 2004 год — разработан метод светокопирования для визуализации деловых правил и технологического процесса;[7];
- 7 октября 2008 года — Дж. Эдвард Коулман сменил Дж. Макграта на посту президента и председателя компании.[8]